# Gordon Gray (Kardinal)

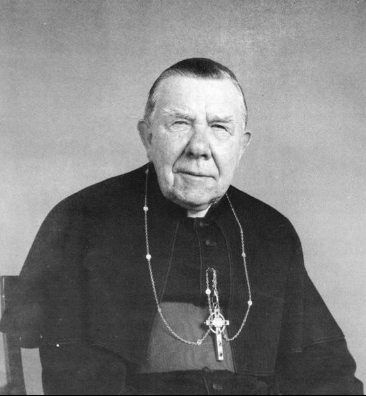
Gordon Kardinal Gray als emeritierter Erzbischof von Edinburgh

Wappen von Gordon Kardinal Gray

Gordon Joseph Kardinal Gray (* 10. August 1910 in Edinburgh, Schottland; † 19. Juli 1993 ebenda) war Erzbischof von Saint Andrews und Edinburgh.

## Leben
Gordon Joseph Gray studierte in Edinburgh und Wonersh die Fächer Philosophie und Katholische Theologie. Er empfing am 15. Juni 1935 das Sakrament der Priesterweihe und arbeitete anschließend als Gemeindeseelsorger in verschiedenen Pfarreien des Erzbistums von Saint Andrews und Edinburgh. Von 1947 bis 1951 leitete er als Rektor das Saint Mary’s College in Blairs, Aberdeen.
1951 ernannte ihn Papst Pius XII. zum Erzbischof von Saint Andrews und Edinburgh. Die Bischofsweihe spendete ihm am 21. September 1951 William Kardinal Godfrey; Mitkonsekratoren waren James Donald Scanlan, Bischof von Dunkeld, und Edward Wilson Douglas, Bischof von Motherwell. Gordon Joseph Gray nahm in den Jahren 1962 bis 1965 am Zweiten Vatikanischen Konzil teil. Papst Paul VI. nahm ihn am 28. April 1969 als Kardinalpriester mit der Titelkirche Santa Chiara a Vigna Clara in das Kardinalskollegium auf. Gordon Joseph Kardinal Gray leitete viele Jahre lang die Schottische Bischofskonferenz. Er war Großoffizier des Ritterordens vom Heiligen Grab zu Jerusalem.
Er starb am 19. Juli 1993 in Edinburgh und wurde in der Krypta der dortigen Metropolitanbasilika beigesetzt.